# أبوتييو
| D36 | D58 | G43 | G4 |

| D36 | D58 | G43 | G4 |

| D36 | D58 | G43 | G4 |

| D36 | D58 | G43 | G4 |

| D36 | D58 | G43 | G4 |

| D36 | D58 | G43 | G4 |

| D36 | D58 | G43 | G4 |

| D36 | D58 | G43 | G4 |

| D36 | D58 | G43 | G4 |

| D36 | D58 | G43 | G4 |

| D36 | D58 | G43 | G4 |

| D36 | D58 | G43 | G4 |

| D36 | D58 | G43 | G4 |

| D36 | D58 | G43 | G4 |

| D36 | D58 | G43 | G4 |

| D36 | D58 | G43 | G4 |

أبوتييو كلب صيد عاش في مصر القديمة، (توفي قبل 2280 ق.م) ويعرف أيضاً بأبيوشا أحد أقدم الحيوانات المنزلية التي سجلت في التاريخ. يعتقد أنه كان كلب الحراسة الملكية الذي عاش في عصر الأسرة السادسة (2345-2181 ق.م)، ودفن بمراسم أحتفالية في منطقة مقابر أهرامات الجيزة بناء على طلب من الفرعون الذي لا يعرف اسمه.
وقد تم اكتشاف حجر جيري منقوش مدرج فيه قائمة بالهدايا التي قدمها الفرعون في تشيع جنازة أبوتييو من قبل عالم المصريات جورج اندرو ريزنر في أكتوبر عام 1935. على ما يبدو أنه كان جزءا من المواد الفاسدة التي أدرجت في هيكل مصطبة الأسرة السادسة (قبر العصر الفرعوني) بعد هدم الغرفة الجنائزية الخاصة بالمالك أبوتييو، حيث من المرجع أنه المكان الذي تم تثبيت الحجر فيه اللوح الحجر الجيري الأبيض يقيس 54,2 × 28,2 × 23,2 سم، ويتألف النقش من عشرة صفوف رأسية من الكتابة الهيروغليفية يفصل بينها خطوط عمودية. ويبدو انها كانت لكلب صيد ذو بنيه خفيفه مماثلة لكلب السلوقي، آذان منتصبه وذيل مجعد. والمقبرة التي تم اكتشاف الحجر فيها تم اكتشافها في المقبرة رقم «ج 2100 » في غرب هرم خوفو.

## الخلفية

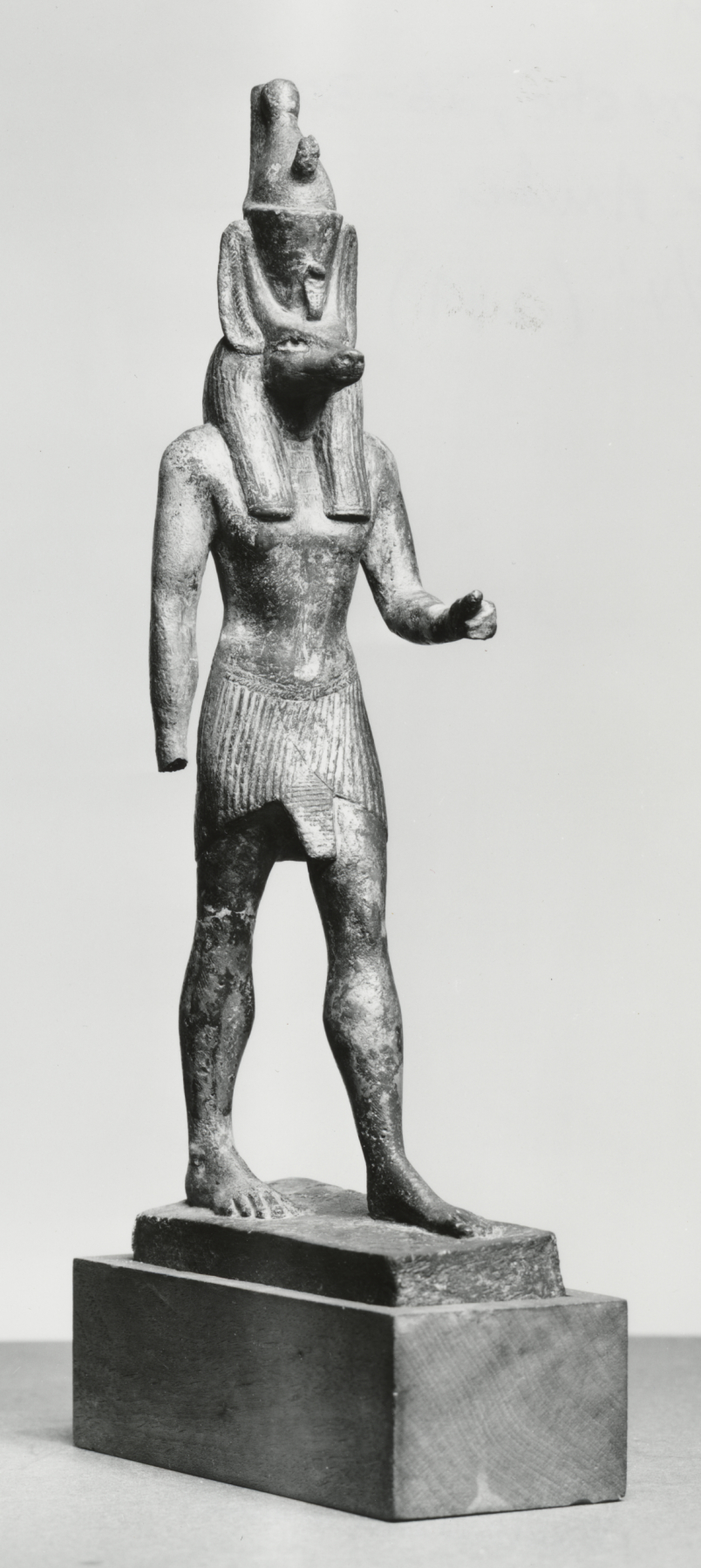
تمثال أنوبيس

ذكرت وثائق هيرودوت أن في بلاد فارس القديمة كانت الكلاب حيوانات محمية من قبل البشر، وحظيت على تقدير كبير خلال حياتهم. ووفقا لقدماء الإغريق، كانت الكلاب في مصر القديمة تعالج مع بنفس ما كانت عليه في بلاد فارس، فقد كانت تحنط عادة بعد وفاتها وتتدفن في مقابر الأسر الحاكمة. وكان المصريين القدماء وغيرهم من بلاد الشرق الأدنى كانت تعتقد أن الكلاب كائنات روحية، على غرار البشر، وأنهم في الغالب مرتبطيين بآلهة خاصه تمارس نوعاً ما من القوي. فعدد من أوائل الأسر الحاكمة كانت مقابرهم الملكية تحتوي على قبور الكلاب، جنباً إلى جنب مع النساء والخدم من الأسرة المالكة. ومقبرة عسقلان في منطقة جنوب فلسطين المحتلة ربما كانت أكبر مقبرة كلاب موثقة في العالم القديم، ولكن تم اكتشاف المومياوات الكلاب بشكل كبير في مواقع بجميع أنحاء مصر بما في ذلك الروضة في صعيد مصر،، طيبة، أبيدوس ووبالقرب من مغاغة.
وقدماء المصريين قاموا بتحنيط الكثير من أنواع الحيوانات، من القطط والغزلان إلى التماسيح والقردة والطيور. فبشكل عام، الكثير من أنواع الحيوانات كانت تدفن لتستهلك لحومها في حياة ما بعد الموت، ولكن من المستبعد جداً أن الكلاب كانت تؤكل في مصر القديمة. وقد كشفت صور الأشعة المستخرجة من الكلاب في العالم القديم أن عملية التحنيط تشمل لف عظام المحنط بالضمادات ووضعها داخل تمثال خشبي لأنوبيس، برأس الإلة ابن آوى المرتبطة بعملية التحنيط والحياة الآخرة في الديانة المصرية القديمة.

## الأكتشاف
يعد اللوح الحجري هو المصدر الوحيد الذي عرف من خلاله أبوتييو الذي ربما كان في مقبرة صاحبة، ويبدو أن هذا اللوح من بين غنائم قد تم إعادة استخدامها لبناء مقبرة أخرى تقريباً في 2280 ق.م في مصطبة الأسرة السادسة بعد هدم غرفة الدفن وقد أكتشف الحجر في 13 أكتوبر 1935 م من قبل عالم المصريات جورج اندرو ريزنر خلال بعثة للفنون مشتركة بين متحف الفنون الجميلة في بوسطن وجامعة هارفارد، وتم إزالته من موقعة بعد ذلك بأربعة أيام.
تم تسجيل الأستكشاف بواسطة مصور البعثة الرئيسي، محمدين إبراهيم، الذي قام باستخدام أكثر من 9321 لوح فوتوغرافي كبير ويوجد اللوح الآن في المتحف المصري في القاهرة (رقم الجرد ج.ي 67573)
ولم يتم إسترداد أي من المومياء أو قبر الكلب من المقبرة التي تم اكتشاف اللوح بها تقع في (المقبرة ج 2100) في حقل غرب الجيزة، على مقربة من الجانب الغربي من الهرم الأكبر في الجيزة (الهرم خوفو / خوفو). اللوحة من الحجر الجيري الأبيض بمقاس 54,2 × 28,2 × 23,2 سم بنقوش منصوصة من عشرة صفوف رأسية من الكتابة الهيروغليفية، ويفصلها عن بعضها البعض خطوط عمودية. جزء من المقود (رباط العنق) مرئيا في الزاوية العلوية اليمنى، مما يدل على أن اللوح كان يعرض صورة للكلب مع مالكة
نص النقش ترجم بواسطة ريزنر وفيه وصف للهدايا التي قدمها الفرعون تكريما أثناء جنازة أبوتييو
وقدأمر الفرعون أن يدفن (بمراسم احتفالية)، وأن يحصل على تابوت من الخزانة الملكية، والكتان بكمية كبيرة، والبخور. وأعطى أيضاً مرهم معطر، وأمر أن يتم بناء قبر له من قبل جماعات البناء وقام الفرعون بهذا (للكلب) من أجل تكريم له أمام الإلهة العظيم أنوبيس

## الترجمة

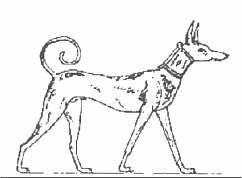
صورة لـكلب التيسيم

على الرغم من شيوع دفن الكلاب في مصر القديمة، كانت جنازة أبوتييو وضع غير أعتيادي وشرف وواجب عادة ما كانت تنحصر للطبقة العليا السكان. والهدايا الفرعونية تشير إلى أن الجثة كانت محنطة، كما كان يحدث مع البشر عادة في ذلك الوقت، اعتقاداً بأن الموتي سيدخلون الحياة الآخري من خلال طقوس الدفن.
مع أن لم توجد صورة لأبوتييو فالنصوص تصفه على أنه كلب صيد (تيسيم - التسمية المصرية القديمة لكلاب الصيد) شديد الشبة بكلاب السلوقي نوع من كلاب صيد ذو الأذن المنتصبه والذيل المتعرج وملامح كلاب التيسيم كما ذكرت أوصاف عصر ما قبل الأسرات، يجعلها واحده من أقدم السلالات المعروفة للكلاب، وصور له كانت شائعة على مر التاريخ المصري القديم. ووفقا لريزنر اسم«أبوتييو» ليست ترجمة كاملة، لكنه يظن أن نطق («بو») هو تمثيل مسمي من صوت نباح الكلب، وهذا الجزء غالبا ما وجد في أسماء الكلاب في مصر القديمة.
إدعي إدوارد سي مارتن لوثر أن الاسم أو المناظرة الحرفية له «أبيوشا»، تعني «ذوالأذان المدببة» التي من شأنها أن تناسب مع وصف كلاب التيسيم.

## الهوامش
1. 1 2  Reisner 1936، صفحة 96.
2. 1 2  Martin 1997، صفحة 104.
3. 1 2  "Ancient History Basics". Telemachus Ancient History Mentor Program, Department of Ancient History, Faculty of Arts, جامعة ماكواري. مؤرشف من الأصل في 2016-03-11. اطلع عليه بتاريخ 2012-10-21.
4. ↑  Telemachus Ancient History Mentor Program, Department of Ancient History, Faculty of Arts, جامعة ماكواري (المحرر). "Ancient History Basics". مؤرشف من الأصل في 2019-12-08. اطلع عليه بتاريخ 21 اكتوبر 2012. {{استشهاد ويب}}: تحقق من التاريخ في: |تاريخ الوصول= (مساعدة)صيانة الاستشهاد: أسماء متعددة: قائمة المحررين (link) "نسخة مؤرشفة". مؤرشف من الأصل في 2020-04-27. اطلع عليه بتاريخ 2020-05-29.{{استشهاد ويب}}:  صيانة الاستشهاد: BOT: original URL status unknown (link)
5. ↑  Cavendish 2010، صفحة 138.
6. 1 2  Hastings 2001، صفحة 512.
7. ↑  Teeter 2011، صفحة 8.
8. ↑  Hinkler 2006، صفحة 33.
9. 1 2  Morey 2010، صفحة 182.
10. ↑  Spence 2008، صفحة 23.
11. ↑  Gardner Wilkinson 1837، صفحة 33.
12. ↑  Velde & Dijk 1997، صفحة 56.
13. ↑  Detweiler 2004، صفحة 170.
14. ↑  Lucas 2003، صفحة 349.
15. 1 2  Ikram 2005، صفحة 24.
16. 1 2 3  Reisner 1936، صفحة 99.